# サムライスピリッツシリーズの年表
サムライスピリッツシリーズの年表（サムライスピリッツシリーズのねんぴょう）では、SNKの対戦型格闘ゲーム『サムライスピリッツ』シリーズにおける架空の出来事を年表形式に掲載する。
この世界の出来事は現実の時間軸に沿って展開する設定になっており、以下の年代表記は西暦である。なお、外伝作品『サムライスピリッツ 天下一剣客伝』『サムライスピリッツ零SPECIAL』や、携帯電話ゲーム作品などは除外する。
※印が付いているものは、現実に起きた出来事（史実）が元となっている。

## 600年代
- 630年
  - 唐が建国される。※

## 700年代
- 羅将神ミヅキ誕生。13年後、ミヅキがアンブロジャと契約する。
- 740年
  - 10月3日、劉雲飛誕生。

## 1100年代
- 1197年
  - 名刀・河豚毒（ふぐどく）が製作される[1]。

## 1200年代
- 1206年
  - 銘刀・梅鶯毒（ばいおうどく）が製作される[1]。

## 1400年代
- 羅将神ミヅキが恐山で休眠す。

## 1500年代
- 美州姫（後に羅将神ミヅキの依代となる）、誕生[2]。
- 美州姫(当時二十五歳)、羅将神ミヅキを調伏しようとするが、逆に取り込まれる[3]。

## 1600年代
- 1603年
  - 江戸幕府が開かれる。※
- 1621年
  - 天草四郎時貞誕生。※
- 1637年
  - 12月11日、島原の乱が起こる。※
- 1638年
  - 4月12日、幕府軍が天草軍を攻撃。天草は命を落とす。※
  - 前述の事件により、天草が悪霊となる。

## 1700年代
- 1721年
  - 9月6日[4]、花諷院和狆誕生。
- 1743年
  - 9月6日、壬無月斬紅郎誕生。
- 1748年
  - 8月15日[5]、兇國日輪守我旺誕生。
- 1749年
  - 3月6日[6]、柳生十兵衛誕生。
- 1750年
  - 花諷院和狆と黒子、ミヅキを倒そうとするも、霊体のみの存在に一蹴される。
- 1752年
  - 3月9日、萬三九六誕生。
- 1758年
  - 12月14日[7]、千両狂死郎誕生。
- 1759年
  - 柳生十兵衛（当時十歳）、稽古の事故により左目を失明する。
  - 7月25日、アースクェイク誕生。
- 1760年代
  - 壊帝ユガが幾人もの胎児に秘術を施す。
- 1760年
  - 6月9日、牙神幻十郎誕生。
- 1761年
  - 2月4日、シャルロット誕生。
  - 8月19日[8]、ナインハルト・ズィーガー誕生。
- 1762年
  - 3月25日[9]、不知火幻庵誕生。
- 1763年
  - 9月5日、覇王丸誕生。
- 1764年
  - 9月20日、橘右京誕生。
- 1766年
  - 1月1日、徳川慶寅誕生。
- 1767年
  - 柳生十兵衛（当時十八歳）、公儀隠密に任命される。
- 1768年
  - 2月29日、風間蒼月誕生。
  - 6月22日、黒河内夢路誕生。
  - 12月22日、ガルフォード誕生。
- 1769年
  - 3月6日、真鏡名ミナ誕生。
- 1770年
  - ガルフォードの妹、セレナ誕生。
  - 7月21日、風間火月誕生。
- 1771年
  - 10月11日、ナコルル誕生。
  - 11月1日[10]、花諷院骸羅誕生。
- 1774年
  - 7月6日、リムルル誕生。
- 1775年
  - 5月30日、チャムチャム誕生。
- 1778年
  - アースクェイク(当時19歳)、失恋の影響で太る[11]。
  - ガルフォード、日本から帰ってきた船乗りたちから忍者の噂を聞き、その影響もあり忍術を学ぶため日本に密航する。
- 1780年代
  - 壬無月斬紅郎が息子・覚之進と修行中に刺客たちに襲われる。その際、人質になった覚之進が実父に命は惜しくないから斬るよう言い放ったあと、壬無月斬紅郎が息子ごと敵を斬る。この事件をきっかけに斬紅郎が鬼になる。また、この事件をきっかけに首斬り破沙羅が生まれることにもなった。
- 1783年
  - 天明の飢饉が起こる。※
  - 黒河内夢路(当時15歳)、身体的な問題で家を追われる。
  - 橘右京が居合刀を自作する[1]。

### サムライスピリッツ零
- 1786年正月
  - 兇國日輪守我旺が、倒幕のため立ち上がる[12]。
- 1786年春先
  - 刻を同じくして24人の剣士達が、争いの渦中にその身を投じる[12]。
- 1786年晩夏
  - 兇國日輪守我旺により集められた兵達と、幕府の軍が衝突。幕府軍は量で圧倒するが、我旺軍はそれを物ともせず奮闘[12][13]。

### SAMURAI SPIRITS (2019年版)
- 1787年
  - 老中・松平定信により寛政の改革が行われる[14]。※
  - 日本各地で飢饉や打ち壊しや大火などが頻発し、日本全土が混乱に陥る[14]。
  - 悪気・邪気の元凶である静御前が倒され昇天したことで混乱は一旦終息する。

### SAMURAI SPIRITS
- 1788年春先
  - 徳川幕府への恨みから魔界に誘われ暗黒の力を得た天草が、伊賀忍者・服部半蔵の息子、真蔵の体を乗っ取り転生する[15]。天草は邪教の教えを広め、世界を破滅に導こうと企む[16]。
  - 天草の転生の影響によって自然のバランスが狂い、世界各地で局地的な天変地異や戦乱などの異変が発生し、多くの犠牲者が出る[15]。
  - グリーンヘルで宝珠「パレンケストーン」が何者かにより奪われる[15]。
- 1788年春
  - 世界各地から様々な目的、意思を持って、剣士たちが元凶の地・島原へと旅立つ[15]。
- 1788年初夏
  - 紆余曲折の末、覇王丸の手により天草が討ち取られかに見えたが、その戦いで人間の心を取り戻した天草の魂は、「光」と「闇」に分裂し、未だに現世を彷徨っていた[15]。
  - 世界は一時平静を取り戻したかに見えたが、小さな異変は起こり続ける[15]。

### サムライスピリッツ 斬紅郎無双剣
- 1788年夏
  - 各地の村で出現した鬼により村人が皆殺しにされ、帯刀している侍が鬼により次々と斬り殺されたという記録。数年前から「『鬼』が出る」という噂が出始めており、その正体は壬無月斬紅郎という男[15]。
- 1788年秋口
  - 壬無月斬紅郎は、若者・緋雨閑丸に倒される。斬紅郎の遺体は「闇の天草」の手により、どこかへ持ち去られた[15]。

### サムライスピリッツ 天草降臨
- 1788年秋[17]
  - 天草は斬紅郎を転生させ、自分の配下にしようと試みるが、復活した斬紅郎は天草の手には負えず、一旦封印される[15]。
  - 「闇の天草」が島原に天草城（昔の原城）の復活を画策する。風間一族の娘、葉月の能力に目を付け、彼女を風間の里より誘拐。島原城は「魔城」として復活を遂げ、「天草城」と呼ばれ、島原を中心に暗黒の力が、小浜・九千都・深江など近隣の村や集落を呑み込んでいき、異変が広がり被害は拡大していった[15]。
- 1788年初冬
  - 復活した天草を倒すために、剣士たちが島原の天草城を目指し旅立っていく[15]。
  - 「闇の天草」は葉月を助けるために風間の抜け忍となった実兄、風間火月の手により倒されたが、天草が倒れた事により、封印されていた斬紅郎が突如目覚め、火月、葉月へ襲いかかる。寸前のところで、斬紅郎は火月を追っていた風間蒼月により完全に抹殺される[15]。火月により倒された天草の体は、幕府の命で、天草城に潜んでいた服部半蔵の手に渡り、息子・真蔵の体は父親のところへ戻った[15]。
- 1788年冬
  - この一件により、魂の闇の部分を完全に絶たれた天草は、現世に思い残すことなく昇華するはずだったが、魔界の者はこれを裏切り行為として、天草の光の魂を封印してしまう[15]。

### 真SAMURAI SPIRITS 覇王丸地獄変
- 1789年春
  - 魔界に堕ちたままの息子の魂（天草の光の魂）を救う方法を思案し苦悩する日々を送っていた服部半蔵の前に、魔界より呪縛を破った真蔵が魔界の存在と新たなる敵、羅将神ミヅキの驚異を警告するが、再び魔界に引き込まれてしまう[15]。
  - 時を同じくして、沐浴中のナコルルも天草により、さらに強力な闇の存在を知る[15]。
  - 南米グリーンヘルの村が魔物の襲撃を受け、再び2つの秘石が盗まれ、世界各地に天草の事件の時よりも酷い異変が起きる[15]。
  - ミヅキは盗んだ2つの秘石のパワーで魔物そのものを現世に呼び戻す事を目的として、魔界の復活を始めるが、彼女の手下の牙神幻十郎の裏切り、封印を破った天草の力添えもあり、覇王丸の秘奥義によってミヅキは完全に息の根を止められた[15]。
- 1789年夏
  - ミヅキが倒れ、開きかけた魔界の門も閉ざされるが、一旦崩れた自然のバランスが戻ることはなく、崩壊がさらに進行する。崩壊を止めるため、ナコルルは自らの魂のエネルギーを使うため光の中へ身を投じる[15]。

### 侍魂 ～サムライスピリッツ～
- 1789年秋
  - 天草、ミヅキが倒れたことにより、魔界最凶の物が動き出す。天草を誘い、ミヅキに暗黒神といわしめた魔者が独自に進めていた計画を実行に移すため[15]。
- 1789年冬
  - ミヅキの一件が解決し、安息の日々が訪れたのも束の間、各地で謎の人形師が現れ、人々を狂わせているという怪情報が流れ始める[18]。
- 1790年春
  - 各地でお腹の子が突如として消えるという、胎児誘拐が相次ぐ。橘右京が愛している小田桐圭も犠牲となる。
  - 優秀な人物たちが発狂、自殺、廃人となる事件が勃発。柳生磐馬の仕える藩主にも同様の症状が現れ、藩主の娘である姫は心を痛める[18]。
  - 覇王丸に「半陰の女」、色が付き纏い始める。色と刃を交えた覇王丸は、胎児を使い、凶事を企てる「壊帝ユガ」の存在を知り、自身が「半陽の男」として狙われていることを知る[18]。
- 1790年夏
  - 巌陀羅を風間火月、風間蒼月に倒されたユガは、側近で切り札である「木偶♂・♀」を覇王丸と戦わせようとするが、覇王丸により叩き直された色と牙神幻十郎の思わぬ登場によって、思惑を外される。覇王丸の一撃がユガを打ち砕くが、ユガは精神体となり異空間へ姿を消す[18]。

### SAMURAI SPIRITIS 2 アスラ斬魔伝
- 1790年晩秋
  - 異空間へと姿を消していた壊帝ユガが、凶事を再興するため再生する[18]。
  - ユガの再生と同時に、太古の呪縛を解き放ち彼との因縁の決着をつけるためだけにアスラが復活を遂げる。またアスラとの因縁からユガが生み出した最高傑作・反面のアスラも復活を遂げた[18]。
- 1790年冬
  - アスラとの戦いに敗れ傷ついた反面のアスラと出会い、彼を介抱した色が、ユガに捕らえられる。反面のアスラに惹かれたことから完全に洗脳された色はユガの命じるまま、反面のアスラと共同で覇王丸を拉致する。しかし、アスラの出現と、色への思いを爆発させた反面のアスラの裏切りによりユガは倒される。色の体には、反面のアスラの忘れ形見が宿っていた[12][18]。

### サムライスピリッツ閃
- 1791年[19]
  - ゴルバがレスフィーア王国の覇権を握るため船を動かし、猛千代が密航していた船を沈める。それから二ヶ月後、猛千代から激突してきた船の紋を聞いた鈴姫は両親の仇であるゴルバの存在に感付き、天降城を飛び出す[20]。

## 1800年代

### 剣客異聞録 甦りし蒼紅の刃
- 1811年
  - 覇業三刃衆が光の巫女リムルルを封じ、国家転覆をもくろむ[12]。
  - 覇業三刃衆の動きを知った江戸幕府は、彼等を討伐するべく御庭番衆を派遣し、時を同じくして離天京の反幕府勢力も行動を開始する[12]。